# Isidro Barrio Barrio
Isidro Barrio Barrio (Villafranca Montes de Oca, Burgos, Castilla y León, España, 15 de mayo de 1943) es un obispo católico y profesor español afincado en Perú. Desde el día 18 de junio de 2005, tras ser nombrado por Benedicto XVI, es Obispo de la Diócesis de Huancavelica.

## Biografía
Nacido en el municipio burgalés de Villafranca Montes de Oca, el día 15 de mayo de 1943.
Al descubrir su vocación religiosa, en 1956 entró para realizar sus estudios de Filosofía y Teología en el Seminario Diocesano de Burgos. También asistió a un curso de especialización en Espiritualidad, por la que era la recién creada Facultad de Teología del Norte de España. Finalmente fue ordenado sacerdote para la Archidiócesis de Burgos, el 6 de julio de 1968, por el entonces arzobispo Mons. Segundo García de la Sierra y Méndez.
Tras su ordenación inició su ministerio pastoral en la archidiócesis como vicario parroquial en la localidad de Castrillo de Murcia.
Luego durante todos estos años ha sido formador en el Seminario Menor San José de Burgos, vicario parroquial en Castrojeriz, capellán del Convento de las Hermanas Clarisas, vicario de la Parroquia Santa Catalina en Aranda de Duero y de la Parroquia San José Obrero de Burgos.
Ya en 1986 se trasladó a Perú, donde fue incardinado para la Diócesis de Huancavelica.
Allí se desempeñó como rector del Seminario Menor, vicario general, rector del Seminario Mayor Diocesano y vicario episcopal para la Pastoral, hasta que el 10 de abril de 2002 el papa Juan Pablo II lo designó como obispo coadjutor de la diócesis.
Recibió la consagración episcopal en la Catedral de San Antonio de Huancavelica, el 25 de mayo de ese año, a manos de su consagrante principal Mons. William Dermott Molloy McDermott ("su futuro predecesor") y de sus co-consagrantes: el nuncio Mons. Rino Passigato y el obispo Mons. Luis Abilio Sebastiani Aguirre.
Actualmente desde la jubilación de Mons. William Dermott Molloy McDermott†, en su sustitución, el día 18 de junio de 2005 fue nombrado por el papa Benedicto XVI como nuevo Obispo de Huancavelica.